# Špýchar usedlosti čp. 43 (Zadní Chodov)
Špýchar usedlosti čp. 43 je sýpka, která stojí na pravé straně dvora a tvoří levou stranu usedlosti v obci Zadní Chodov v okrese Plzeň-sever. Je nemovitou kulturní památkou, která byla v roce 1964 zapsána do státního seznamu kulturních památek pod číslem 16644/4-1978.

## Popis
Špýchar je patrová stavba středověkého typu pravděpodobně ze 16. století. Má polozapuštěný sklep (první nadzemní patro), patro a podkroví s půlpatrem. Špýchar je postaven z lomového kamene na půdorysu obdélníku krytý sedlovou šindelovou střechou. Fasáda stavby je hladká. V uliční štítové stěně nad soklem je asymetricky umístěn obdélný otvor a osově nad sebou dvě malá štěrbinová okna s kamenným ostěním. Ve štítu jsou tři větrací otvory uspořádány do trojúhelníku. Průčelí obrácené do dvora má hladkou fasádu s půlkruhovou nikou, kamennou zídkou a vstupy. Dřevěné sloupky podepírají přesahující střechu a opěrák za pravým předním nárožím je krytý pultovou stříškou.
Částečně zapuštěný sklep je přístupný ze dvora vchodem ukončeným valenou klenbou se stlačeným obloukem. Sestup z vchodu do sklepa vede po schodech postavených z velkých bloků lomového kamene. Sklep má valenou klenbu zděnou z lomového kamene a je osvětlen jedním okenním otvorem. Do patra vede kamenné schodiště a vstupní otvor s půlkruhovým záklenkem a svlakovými dveřmi pobitými železnými pláty z lícové strany. V patře je jedno úzké okénko (obrácené do ulice) v kamenném ostění a rozšiřující se špaletě, podlaha je prkenná. Strop je trámový s příčně kladenými trámy. Do podkroví s polopatrem vede jednoramenné dřevěné schodiště. Krokvová konstrukce je hambalková se dvěma stojatými stolicemi  a plnými vazbami ve štítech. Ve štítové stěně obrácené do ulice je jedno štěrbinové okno v kamenném ostění a ve štítu tři větrací otvory. Původní dvojitý krov s hliněným lepencem byl nahrazen pravděpodobně ve druhé polovině 19. století a upravován ve druhé polovině 20. století. Otisky po hliněné omazávce jsou na vnitřní nádvorní štítové straně.